# Cultura e menstruação

Duas mulheres a dançar e a menstruar. Arte rupestre por indígenas australianos de Upper Yule River, Pilbara, Austrália Ocidental.

Existem muitos aspetos culturais em torno de como as sociedades veem a menstruação. Um tabu menstrual é qualquer tabu social relacionado à menstruação. Em algumas sociedades, envolve a perceção da menstruação como impura ou constrangedora, inibindo até mesmo a menção da menstruação seja em público (nos média e na publicidade) ou em particular (entre amigos, em casa ou com homens). Muitas religiões tradicionais consideram a menstruação ritualmente impura, embora os antropólogos digam que os conceitos 'sagrado' e 'impuro' podem estar intimamente ligados.
Diferentes culturas veem a menstruação de formas diferentes. A base de muitas normas de conduta e comunicação sobre a menstruação nas sociedades industriais ocidentais é a crença de que a menstruação deve permanecer oculta. Em contraste, em algumas sociedades de caçadores-coletores, as observâncias menstruais são vistas de forma positiva, sem qualquer conotação de impureza.

## Mitologia
Os termos "menstruação" e "menses ["fluxo menstrual", em inglês"] são derivados do latim mensis (mês), que por sua vez se relaciona com o grego mene (lua).
De acordo com os antropólogos Thomas Buckley e Alma Gottlieb, um estudo intercultural mostra que, embora os tabus sobre a menstruação sejam quase universais, e embora muitos deles envolvam noções de impureza (impureza ritual), numerosas tradições menstruais "indicam propósitos bastante diferentes, até opostos, e significados." Em algumas sociedades tradicionais, os rituais menstruais são vivenciados pelas mulheres como protetores e empoderadores, oferecendo às mulheres um espaço separado do olhar masculino e de pressões e procuras sexuais ou domésticas indesejadas. Em outras palavras, a ideia de reclusão da cabana menstrual pode ser percebida como banimento da mulher tida como impura e tabu, ou como espaço de acolhimento e tempo livre dos afazeres quotidianos habituais: isolamento versus recolhimento.
Um exemplo instrutivo é fornecido pela antropóloga Wynne Maggi, que passou anos a viver na sociedade camponesa do povo Kalash do distrito de Chitral, no noroeste do Paquistão. Ela descreve o bashali comunal (grande casa menstrual) como o 'lugar mais sagrado' da aldeia, respeitado pelos homens e servindo como centro organizador feminino para estabelecer e manter a solidariedade e o poder de género. De acordo com um corpo de estudos evolucionistas culturais, a ideia de que o sangue menstrual marca o corpo como periodicamente sagrado foi inicialmente estabelecida por coligações femininas nos seus próprios interesses, embora mais tarde, com a ascensão da propriedade do gado e do poder patriarcal, essas mesmas crenças e tabus foram aproveitados por patriarcas religiosos para intensificar a opressão das mulheres.
A Teoria Metafórmica, como proposta pela teórica cultural Judy Grahn e outros, coloca a menstruação como uma ideia organizadora central na criação da cultura e na formação dos primeiros rituais humanos.

### Sincronização com a lua
A menstruação em sincronia com a lua é amplamente assumida nos mitos e tradições como um ideal ritual. A ideia de que a menstruação está – ou idealmente deveria estar – em harmonia com ritmos cósmicos mais amplos é uma das ideias mais tenazes centrais para os mitos e rituais das comunidades tradicionais em todo o mundo. Uma das análises mais completas da mitologia primitiva já realizadas foi a do antropólogo francês Claude Lévi-Strauss, que concluiu que, em conjunto, os mitos indígenas da América do Norte e do Sul expressavam a preocupação dos homens de que, a menos que os períodos das mulheres fossem cuidadosamente monitorados e sincronizados, o universo pode descer ao caos.
Na Austrália aborígene, o ser sobrenatural conhecido como "Cobra Arco-íris" tem sido interpretado como, entre outras coisas, uma maneira nativa de conceituar o ideal de periodicidades sincronizadas de maré, lunar, menstrual e sazonal cuja harmonia geral (acredita-se) confere poder e fertilidade.
Para muitos, tais associações culturais parecem persuasivas em vista do facto de que, em humanos, o ciclo menstrual se aproxima bastante do ciclo sinódico de 29,5 dias da lua, ao contrário dos chimpanzés (~36 dias) ou bonobos (~40 dias). Faltam informações estatísticas de caçadores-recoletores, mas onde estudos ocidentais em larga escala se concentram nos anos reprodutivos de pico das mulheres – removendo valores discrepantes – a duração do ciclo gravita em torno de 29,1 a 29,5 dias, enquanto que o número para mulheres na casa dos trinta diminui para 28 dias. Em nenhuma população humana atual foi demonstrado um bloqueio da fase lunar estatisticamente significativo.

### Sagrada e poderosa

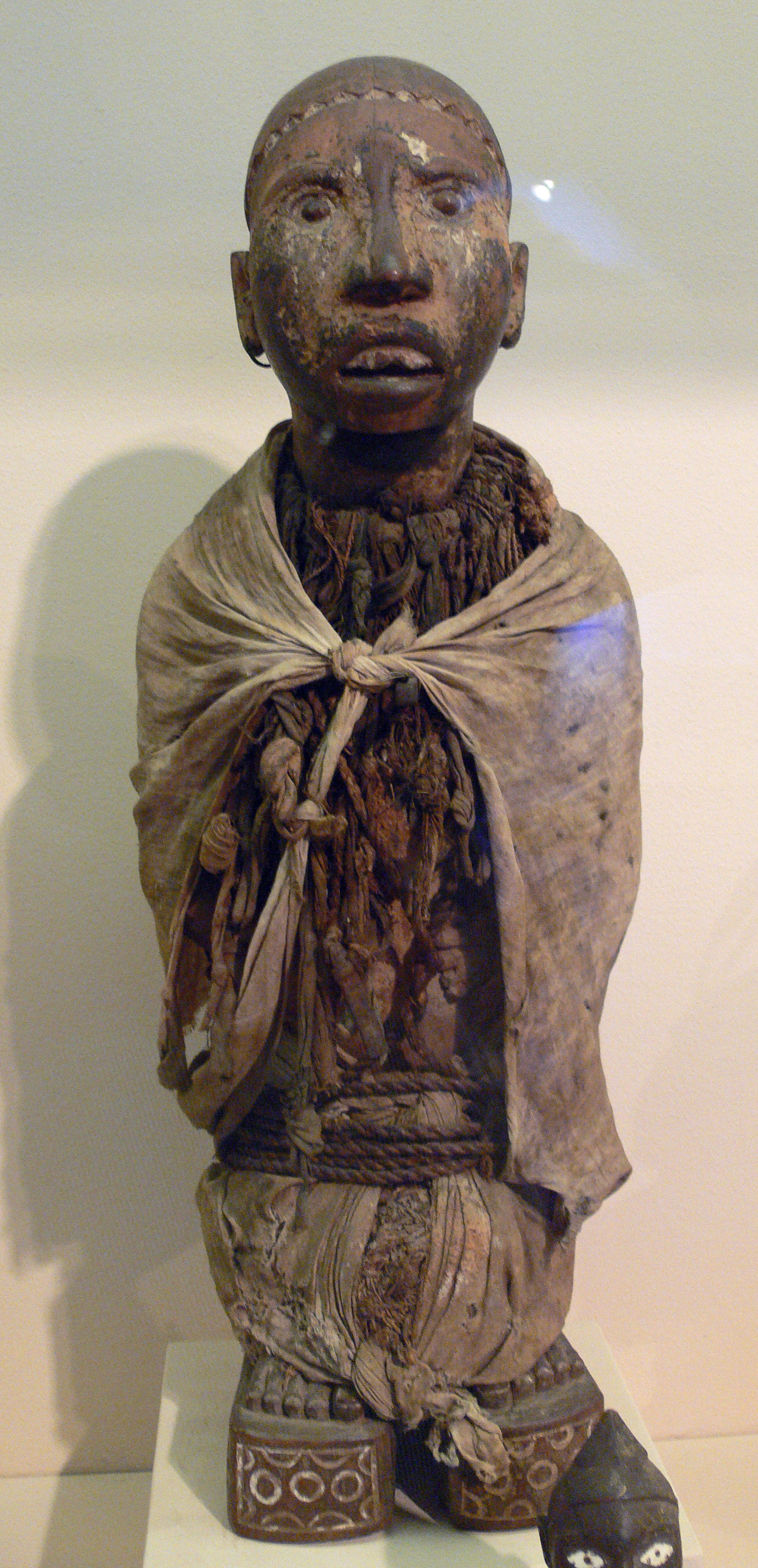
Feitiço angolano (Yombe) para regular a menstruação

Em algumas culturas históricas, uma mulher menstruada era considerada sagrada e poderosa, com habilidades psíquicas aumentadas e fortes o suficiente para curar os doentes. Segundo os Cherokee, o sangue menstrual era uma fonte de força feminina e tinha o poder de destruir os inimigos. Na Roma Antiga, Plínio, o Velho, escreveu que uma mulher menstruada que descobre o seu corpo pode afugentar tempestades de granizo, redemoinhos e relâmpagos. Se ela se despe e anda pelo campo, lagartas, minhocas e besouros caem das espigas de milho. O sangue menstrual é visto como especialmente perigoso para o poder dos homens. Em África, o sangue menstrual é usado nos feitiços mágicos mais poderosos para purificar e destruir. A mitologia maia explica a origem da menstruação como punição por violar as regras sociais que regem a aliança conjugal. O sangue menstrual transforma-se em cobras e insetos usados na feitiçaria negra, antes que a deusa maia da Lua renasça a partir dele.
Onde o sangue das mulheres é considerado sagrado, a crença é que deve ser ritualmente separado. De acordo com essa lógica, é quando o sangue sagrado entra em contacto com coisas profanas que ele se torna ritualmente perigoso ou 'impuro'.
Mulheres menstruadas também têm sido consideradas perigosas.